# Extended Dance
ExtendedancEPlay, también conocido como Extended Dance o Twisting By The Pool EP en referencia al primer tema, es un EP de la banda británica Dire Straits publicado tras su cuarto álbum de estudio, Love Over Gold. En un intento por volver a la sencillez y al sonido de sus primeros trabajos, el álbum recoge tres canciones con un estilo más desenfadado que su antecesor. La sustitución del batería Pick Whiters por Terry Williams supuso un apoyo a la hora de modificar el estilo de los temas debido a su anterior presencia en el grupo de música bailable Rockpile.
En su publicación británica, el EP contenía tres temas. Para la edición estadounidense, se añadió la cara B del sencillo "Love Over Gold", "Badges, Posters, Stickers & T-Shirts".

## Lista de canciones
Todas las canciones compuestas por Mark Knopfler.
1. "Twisting By The Pool" – 3:28
2. "Two Young Lovers" – 3:22
3. "If I Had You" – 4:15
4. "Badges, Posters, Stickers & T-Shirts" – 4:47
  - Publicada exclusivamente en la edición estadounidense

## Personal
- Mark Knopfler: guitarra y voz
- Hal Lindes: guitarra rítmica y coros
- Alan Clark: piano, órgano y sintetizadores
- John Illsley: bajo y coros
- Terry Williams: batería
- Mel Collins: saxofón en "Two Young Lovers"
- Pick Withers: batería en "Badges, Posters, Stickers and T-Shirts"

- Datos: Q283616